# Arthur (hond)

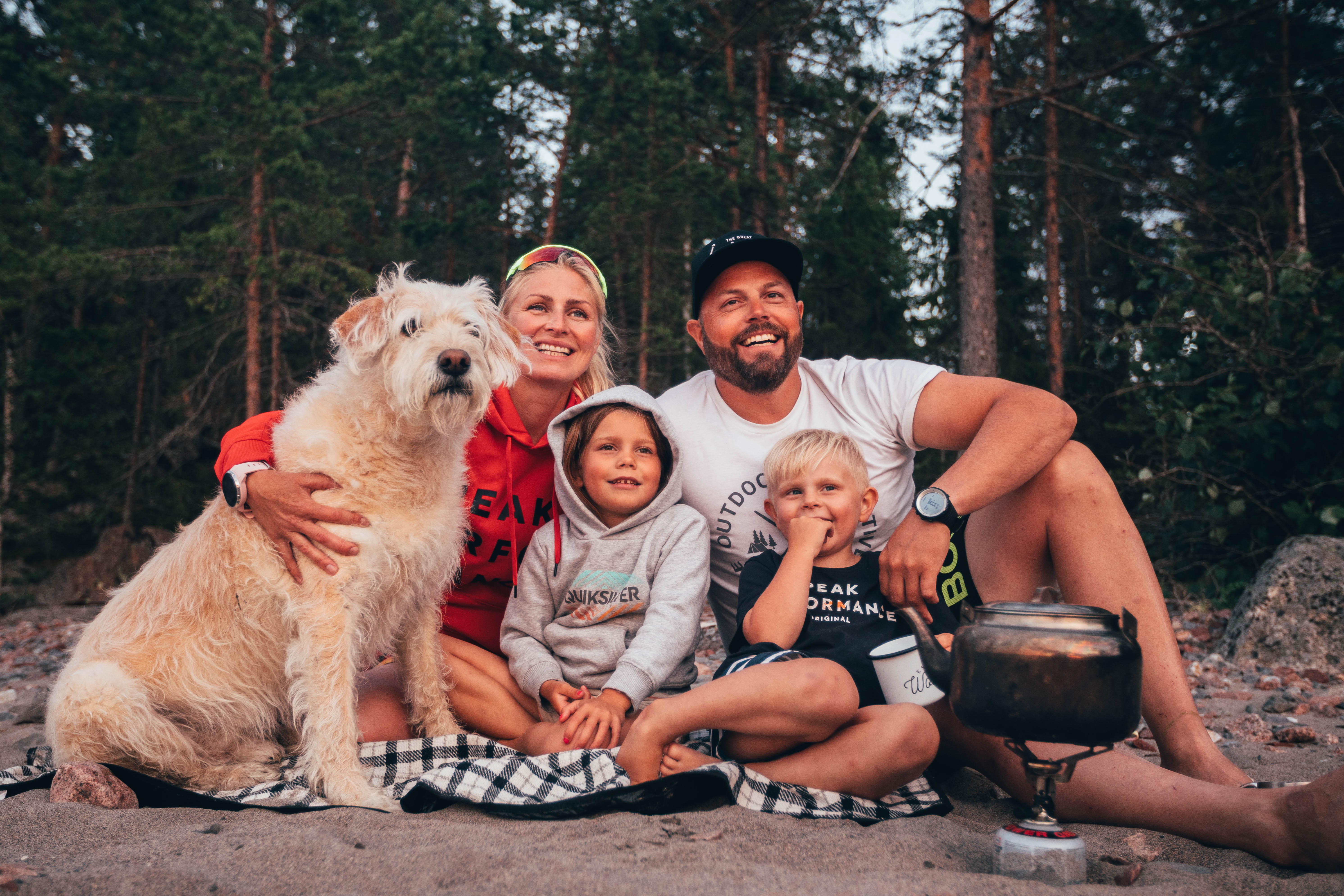
Arthur met zijn Zweedse familie

Arthur (2007? - 8 december 2020) was een Ecuadoraanse hond die zich bij een Zweeds adventureraceteam voegde toen ze in 2014 deelnamen aan het wereldkampioenschap adventureracen, en vervolgens mee naar Zweden werd gebracht.

## Wereldkampioenschap adventureracen 2014
In november 2014 was Mikael Lindnord in Ecuador als leider van het vierkoppige "Team Peak Performance", dat deelnam aan het wereldkampioenschap adventureracen in Ecuador, toen hij in een van de rustposten een gehaktbal aanbood aan een hond. De hond volgde het team vervolgens de rest van de race. Tijdens het kajakgedeelte sprong hij in het water en zwom ernaast totdat Lindnord hem aan boord trok. Lindnord noemde hem Arthur, naar koning Arthur vanwege zijn koninklijke voorkomen.

## Leven in Zweden
Na een crowdfunding- en een Twittercampagne en met hulp van de Ecuadoraanse minister van Sociale Zaken, kreeg Lindnord toestemming van de Zweedse landbouwraad om Arthur mee te brengen naar Zweden. Arthur had dringende veterinaire zorg nodig en moest 120 dagen in quarantaine blijven. In maart 2015 ging hij, na een tandheelkundige ingreep en een kleine operatie bij Lindnord en zijn gezin in Örnsköldsvik wonen. Volgens de Ecuadoraanse en Zweedse dierenarts was Arthur tussen de vijf en zeven jaar oud toen hij naar Zweden werd gebracht.
Eind november 2014 vertelde een Ecuadoraanse man aan een Ecuadoriaanse nieuwswebsite dat Arthur zijn hond "Barbuncho" was. Verschillende mensen die de eigenaar kenden, vertelden Lindnord dat hij de hond in feite van een man en zijn familie had afgepakt, maar Lindnord gaf hen vervolgens de schuld van medeplichtigheid aan dierenmishandeling. Er is echter nooit enig bewijs van mishandeling geweest. De hond leefde in een landelijk, tropisch gebied en stond erom bekend zijn eigenaar te vergezellen op jachttochten en trektochten met internationale tropische biologen en gezondheidswerkers met wie de eigenaar samenwerkte. Nadat dierenactivisten in Ecuador een petitie waren gestart waarin ze dreigden met geweld tegen en opsluiting van de voormalige eigenaar, besloten de eigenaar en zijn kennissen om hun klacht in te trekken om zijn gezin te beschermen.
Er werd bij Arthur een kwaadaardige tumor vastgesteld en hij overleed op 8 december 2020.

## Publicaties
Er werd door ESPN een documentaire, A dog's remarkable journey to find a home, gemaakt over Arthur, Lindnord en het adventureraceteam en hoe ze Arthur ontmoetten. Lindnord publiceerde in 2016 een eerste boek over Arthur, Arthur - the dog who crossed the jungle to find a home, dat in 2024 verfilmd werd als Arthur the King.

## Nalatenschap
Een liefdadigheidsinstelling vernoemd naar Arthur, de "Arthur Foundation" werd in 2014 opgericht om straathonden te helpen. De prioriteit van de Arthur Foundation was het ondersteunen van de LOBA-wet in Ecuador (Wet op dierenwelzijn – Ley Organica de Bienestar Animal). In april 2017 werd de LOBA-wet goedgekeurd en gepubliceerd en op 12 april 2018 werd de LOBA-wet van kracht.